# ディメンション・ゼロ
ディメンション・ゼロ (Dimension0) は、ブロッコリーから発売されているトレーディングカードゲームの一種。略称は「D-0」「D0」など。
3×3マスのスクエアにユニットを召喚していき、それらを使用して相手を攻め落とすことを目的としている。ゲームデザインはデュエル・マスターズの立ち上げ時にクリエイティブディレクションとして関わった（ゲームデザインはウィザーズ・オブ・ザ・コースト）中村聡が担当している。
日本初となる賞金制を導入しており、ブロッコリーとプロ契約を結んだプレイヤーは大会での成績に応じ最高で300万円の賞金を得ることができた。
2009年11月21～22日に開催された日本選手権2009秋をもって、賞金制大会は終了している。
2010年3月より携帯公式サイトディメンションゼロモバイル（下記外部リンク参照）がオープン。
2010年以降は新商品の発売が停止しており、メーカーからの告知はないものの事実上の販売展開終了となっている。公式大会開催の申請は2014年8月で終了した。

## ストーリー
- 本編にはストーリーが存在していて、カードのテキストにも内容が書かれている。

太古文明が終末戦争により滅びた数千年後の世界、白の大陸からマザー・パレスより赤の大陸に派遣された伝導部隊が太古の遺跡から放たれた銃弾の雨により壊滅。唯一生き残った『ピースキーパー・エンジェル』と、コロポックルの少年『小さな刃マキリ』の出会いから物語が始まる。
赤の大陸の議会を統べる古竜達は、終末戦争の頃より天使達に深い憎悪を抱いており、ピースキーパーに即処刑の判決を出したが、マキリは何の罪もないピースキーパーを処刑する事をよしとせず共に逃走した。
この出来事をきっかけにやがては世界を巻き込む「大戦」となり、マキリと仲間達は大戦を止め、そしてピースキーパーを白の世界へと帰す為の旅をする。
大戦のさなか、黒の大陸の吸血鬼『時空を歪める者シュレーゲル』の陰謀により、異世界から突如竜が現れて大陸を荒らし始める。彼らは王の守護種族だったが、青の大陸に眠る「魔王」がその能力で操作したため、王に刃向かう存在と変化してしまったのだ。
そして各大陸の王は復活する。全てを食らい尽くそうとする緑の獣王、知略に長けた赤の覇王、慈愛の化身の美少女である白の聖王、ラインハルトの覚醒した姿である黒の冥王、世界を混沌に陥れようと企む青の魔王。彼らの復活により、大陸の住人は様々な葛藤を抱く……。
混乱の最中、多くの野望を抱いた住人が命を落としていく。しかし、戦乱がもたらしたものは死と破壊だけではなかった。青の魔王はシュレーゲルと共謀し、遥か遠くの異世界「六門世界」、「ラヴァート」、そして「ツインガルド」よりフォーリナーを呼び寄せる。

## カードの種類
ユニットカード
戦力を表すカード。多くのユニットはクイックタイミングでプレイすることができるため、ダメージ呪文の代用としても使用される。
ストラテジーカード
歴史や事件を表すカード。多くのストラテジーはクイックタイミングでプレイすることができる。
ベースカード
拠点を表すカード。多くのベースはクイックタイミングでプレイできる。効果を発揮するのは配置されたラインだけなので注意。

## 主な大陸
赤の大陸
五大陸中、最強の戦闘力を要する大陸。大古戦争を記憶するドラゴンや、兵器の使用に優れたコロボックルなどが生息している。白の大陸から宣戦布告をされたことをきっかけに、黒の大陸と同盟を結ぶ。ダメージ呪文やスマッシュ能力に長ける。
緑の大陸
銃火器が体の一部となっているカオスビーストや、エネルギー生産がとくいなフェアリー達が暮らす大陸。黒の大陸の陰謀により、エルフの要人が暗殺され、それをきっかけに白の大陸と同盟を結ぶ。エネルギー操作や先制攻撃が行える。
黒の大陸
吸血鬼や、それらが使役する使い魔たちが住んでいる大陸。魔法が中心の世界であり、機械は立ち込める瘴気によって使用できなくなる。自大陸の軍事力強化のために緑の大陸に侵略をする。ユニット除去やサイズ低下に長けている。
白の大陸
強大なメカを支配する天使たちや転移に長けたペガサスたちの大陸。五大陸中、もっとも近代的な大陸で、「マザー」とよばれるコンピューターによって統制されている。防衛やサイズ強化に長けている。
青の大陸
商業が盛んな大陸である。バードマンやセイレーンがいる。大陸の半分は大古戦争によって海の中に沈んでいる。どことも戦争を行っていないようだが、実際は、他の大陸の戦争を裏で支援して自分たちの武器を売りつけようとしている派閥とそれを阻止する派閥の抗争が絶えない。ドローや奇襲が得意。

## 基本的なルール
各カードには左上にフィールドに出す為の必要コストが、それに加えてユニットカードには右上に移動に必要なコスト、右下にスマッシュで相手に与えられるスマッシュポイントが表記されている。全てのカードはそのカードが属する色、あるいは無色のエネルギーカードとすることが出来る。行動可能状態のカードはリリース状態と呼ばれ縦向きに置かれ、行動不可能状態のカードはフリーズ状態と呼ばれ、横向きに置かれる。
1. 対戦は2名のプレイヤーにより1対1で行われる。
2. 双方のプレイヤーは、ルール制限に従って40枚ちょうどで一組のカードで構成された「デッキ」を持つ。同一の名前のカードは3枚まで入れられる。
3. プレイヤーのターンのフェイズはリリース→ドロー→エネルギー→メイン→スマッシュ→リカバリーの順で行われる。初期手札は5枚で、先攻の初手はドロー出来ない。初期手札の引き直しは後攻のみ可能。
4. 各々のプレイヤーは、エネルギーフェイズで1枚エネルギーカードを手札から出す事が出来、これでエネルギーと呼ばれるデュエル・マスターズにおけるマナを溜め、これをコストとしてユニットを進軍させたり、手札を行使する。
5. ターンのプレイヤーはメインフェイズで無色1エネルギーで山札の一番上のカードを表向きにし、プランゾーンを作成・更新することができる。プランゾーンにあるカードはそのプレイヤーのメインフェイズでのみノーマルタイミングでコストを支払ってプレイ可能。プランゾーンを更新する際、既にあるプランカードは墓地に送られる。プランゾーンがある状態でスマッシュされた場合、プランカードは裏向きでスマッシュゾーンに送られ、プランゾーンは消失する。
6. ターンのプレイヤーはメインフェイズでユニットカードを自軍、もしくは中央ゾーンにフリーズ状態で出す事が出来る。中央ゾーンに出されたカードは相手カードが無い場合は即座に、有る場合は戦闘を解決してから即座に墓地に送られる。場に出されたカードに効果がある場合、相手プレイヤーはそれに応じて手札を行使出来、プレイヤーはそれに応じて手札を行使できる。
7. ターンのプレイヤーはメインフェイズで、既に場に出ているリリース状態のユニットカードを各カードに指定されたコストを支払い、前後左右（斜めは不可能）の隣接するマスに移動させる事が出来る。この行為はエネルギーが足りる限り、任意で行える。
8. プレイヤーのユニットカードが相手プレイヤーのユニットカードと重なると戦闘となり、パワーが低いカードがそのカードの所有者の墓地に送られる。双方のカードのパワーが同じ場合は相打ちとなり、どちらのカードも墓地に送られる。戦闘を仕掛けられた側のプレイヤーはこれに応戦するために各種カードをコストを支払って手札から出す事が出来、それに対してプレイヤー側も手札を場に出せる。カードの効果は最新のものから順に解決される。中央ゾーンに置かれたユニットカードは上記と同じ処理が行われる。
9. プレイヤーはスマッシュフェイズで、エネルギーや場札に関係なく、中央ゾーンと敵陣に存在する自分のユニットカードをフリーズさせて相手プレイヤーをスマッシュすることで相手にスマッシュポイントを与える事が出来る。スマッシュポイントは中央ゾーンでそのカードに書かれた基本点が加えられ、敵陣ではそれに1点が加算される。
10. スマッシュをされたプレイヤーはデッキの上からスマッシュしたユニットのスマッシュポイント分のカードを裏向きでスマッシュゾーンへ移動させる。このスマッシュカードは無色のエネルギーとして使用することが出来る。
11. その後、リカバリーフェイズでプレイヤーの場に出ているカードのダメージが取り除かれ、そのプレイヤーの次のターンのリリースフェイズでそのプレイヤーのカード全てをリリース状態にする。
12. 以上を繰り返し、スマッシュゾーンのカードが7枚以上になるか、山札が無くなるか、その他の敗北条件を満たしたプレイヤーは、敗北となる。

## 他のカードゲームとの違い
前述したとおりカードのプレイにはタイミングがあり、ほとんどのカードを相手ターン中にプレイできるため、基本としては相手のターン中に行動をすることである。また、自分のターンに相手が行動してくるのでより深い戦略を必要とされる。
「3×3のマス目」「フィールドの移動」「モンスターを重ねての戦闘」などという独自概念を持つことから、モンスターをフィールド中列にいきなり配置することを「中央投下」、戦闘を「踏む」といったユニークなスラングが生まれている。

## エキスパンションリスト
- ファーストセンチュリー・ベーシックパック 2005年11月26日発売
発売型式 スターター・ブースター
全200種類
基本的なカードを収録したセット。10枚しかない超レアカード「月夜の美姫ミラーカ」も収録されている。
- ファーストセンチュリー・エキスパンションI〜勝利への計略〜 2006年2月25日発売
発売型式 スターター・ブースター
全100種類
デッキに何枚も入れられる「団結」やプランゾーンにあることによって効果を発揮する「プランゾーン効果」が登場した。
- ファーストセンチュリー・エキスパンションII〜仲間たちの絆〜 2006年5月27日発売
発売型式 限定版ブースター・ブースター
全100種類
種族をテーマにしたカードセット。種族を参照するカードや多色化を推奨するようなカードが多く収録されている。
- ファーストセンチュリー・エキスパンションIII〜激戦をもたらす者〜 2006年8月5日発売
発売形式 ブースター
全100種類
特定のラインやエリアにいると効果を発揮するユニットが多く収録されている。
- セカンドセンチュリー・ベーシックパック2006年10月28日発売
発売形式 ブースター
全200種類
新ブロックである「セカンドセンチュリー」の基本セット。CLAMPや山田章博などの著名イラストレーターが参加した。
既存のカードの中から選ばれたもの40種類と、新規カード160種類が収録されている。
「隊列召喚」や「挟撃」などの盤面を利用した能力が追加された。
- セカンドセンチュリー・エキスパンションI〜暴走！機動要塞〜 2006年1月27日発売
発売型式 ブースター
全100種類
新能力「暴走」や合体能力を持つユニット、ユニットとベースを兼業するカード、新たな団結ユニットが登場した。
「ベース」が中心となっているセットで、ベースやそれに関係するカードが増量された。
- セカンドセンチュリー エキスパンションII〜神竜の闘気（ドラゴン・バルク）〜 2007年4月28日発売
発売形式 ブースター
全100種類
新システム「闘気」が登場。それを利用するカードが多数盛り込まれている。
種族「ドラゴン」のユニットが、全色に収録されている。
- セカンドセンチュリー エキスパンションIII〜新世界の呼声〜 2007年7月28日発売
発売形式　ブースター
全100種類
種族をメインとしたエキスパンション。「仲間たちの絆」とは違い、対抗色同士の種族がメインとされている。
- サードセンチュリー・ベーシックパック 2007年10月27日発売
全200種類
新ブロックである「サードセンチュリー」の基本セット。
天野喜孝、安田朗らが新規イラストレーターとして参加。
カード枠変更が行われる。
新能力「連動」・「進撃」・「合成」や多色カード、これまで出たカードの強化版が登場する。
また、マジック:ザ・ギャザリングのタイムシフトカードのように、1パックに1枚再録カードが封入されている。
- サードセンチュリー エキスパンションI〜戦士たちの共鳴〜 2008年1月26日発売
発売形式 ブースター
全100種類
移動することで強化される新能力「共鳴」など、移動関係のカードが多く登場する。
また、各色に団結ユニットが登場し、団結種族に多色カードが登場。
- サードセンチュリー エキスパンションII〜敵陣を貫く疾風〜 2008年4月26日発売
発売形式 ブースター
全100種類
前作のテーマを受け継ぎ、変わった「共鳴」・「進撃」を持つカードが増えている。
ほとんどのユニットが大陸渡り種族で構成されているが、「仲間達の絆」や「新世界の呼声」のように部族カードという訳ではない。
- サードセンチュリー エキスパンションIII〜閃光の来訪者〜 2008年7月25日発売
発売形式 ブースター
全100種類
移動中、スタックにカードが積まれない「閃光」が新しく登場。
コラボレーションとして、モンスターコレクションのユニットがゲスト参戦している。
- フォースセンチュリー ベーシックパック 2008年10月25日発売
発売形式 ブースター
全205種類
デッキ構築を制限する「禁呪」とカードを繋いでユニットを強化する「結合」が加わった。
新規イラストレーターはジョン・ジュノ、小林智美、加藤直之。
モンスターコレクションについでアルテイルのキャラクターがゲスト参戦している。
- フォースセンチュリー エキスパンションⅠ 禁じられし邂逅 2009年1月24日発売
発売形式 ブースター
全105種類
「禁呪」・「結合」の強化がメイン。
モンスターコレクション、アルテイルについで悠久の車輪のキャラクターがゲスト参戦している。
- フォースセンチュリー エキスパンションⅡ 王を越える力 2009年4月25日発売
発売形式 ブースター
全105種類
前弾に引き続いて「禁呪」・「結合」の強化と新能力「強襲」が登場。
モンスターコレクションのキャラクターが再びゲスト参戦した。
発売前にプレリリーストーナメントが実施された。プロモーションカードは「アニヒレイト・ドラゴン」
- フォースセンチュリー エキスパンションⅢ 天魔光臨 2009年7月25日発売
発売形式 ブースター
全105種類
単色でありながら2種類の種族を持つユニットが登場。
天野喜孝イラストのカードが20種類収録される。
発売前にプレリリーストーナメントが実施された。プロモーションカードは「真・益々繁盛」
- Vセンチュリー ベーシックパック 覚醒の刻 2010年4月24日発売
発売形式 ブースター
全205種（Special Card除く）
新能力「覚醒」が登場。
アルテイルのキャラクターが再びゲスト参戦した。
発売前にプレリリーストーナメントが実施された。プロモーションカードは「クリムゾン・ドラゴン」

## 主なイラストレーター（一部）
| | | | | | | |
| - 山本ヤマト - ムラナコ - 末弥純 - 美樹本晴彦 - 金田榮路 - 隼優紀 - 駒都えーじ - 三好載克 - 副島成記 - 七瀬葵 - 開田裕治 - 獅子猿 - 山田章博 - あづみ冬留 - S.of.L - CLAMP - toi8 - 夢路キリコ - タケダサナ - 山下しゅんや | - 百瀬寿 - 森下直親 - 長澤真 - 帝国少年 - 安田朗 - 長野剛 - にわのまこと - 沓澤龍一郎 - 脳髄 - 凪良 - 前河悠一 - 天野喜孝 - 石渡太輔 - 米田仁士 - トニーたけざき - 秋保ミイナ - 彩菜紙根雨 - 伊藤サトシ - 青井岳人 - 榎本 | - 咏里 - オザキトモミ - カスミカヲル - 河崎淳 - 絹川那沖 - 喜納渚 - 木下勇樹 - 甲壱 - コガラツ - サノマリ - 仙田聡 - 添田一平 - 高沼美雪 - 高村英彰 - タカヤマトシアキ - 田中ノエル - 塚本陽子 - 七片藍 - 西野幸治 - ねじ | - 増田幹生 - hippo - Gez - AMON - 渡邊里恵香 - 吉野亜紀 - 芳住和之 - ヨコタカツミ - 結城遼也 - 山崎太郎 - 安田信賢 - 山宗 - めくり - 村上ヒサシ - 緑川美帆 - 松永拓馬 - 誉 - 藤原ひさし - 廣岡政樹 - 久乃武 | - Hirokorin - Kou Takano - MID - NAKAGAWA - ozica - SPARK - sukechan - TIRN - toma - tosute - uchirube - uni - Yocky - 土方悠 - SHERLOCK - 槻城ゆう子 - K2商会 - 山根公利 - 結川カズノ - 小城崇志 | - 中北晃二 - 米川東 - 輝竜司 - 日暮央 - 渡辺ゼン - じじ - 安達洋介 - 井上巧 - 佐嶋真実 - たにめそ - 稲玉 - Ein - 高杉ゆう - 髙荷義之 - 松永拓馬 - junny - ウスダヒロ - 工藤稜 - 七六 - 春乃壱 | - 杉山友希 - 雪風ななつ - 木村樹崇 - 小林智美 - 加藤直之 - ジョンジュノ - Kuratch! - 四季童子 - 駒田絹 - Akihiko Yoshida - うたたねひろゆき - 田中松太郎 - 戸橋ことみ - 立川虫麻呂 - 相沢美良 - yukion - 碧風羽 - 山鳥おふう - 齋藤タヶオ - 千葉サドル |

## イメージキャラクター
- 五味隆典
- 長澤奈央

## 関連メディア

### ラジオ番組
Dimension0 PRESENTS 五味隆典 天下無双
2005年10月8日から2006年3月25日にかけてニッポン放送にて放送。パーソナリティは五味隆典、福永一茂、オフィシャルアシスタントが平野綾。
～ラジオ ディメンション・ゼロ～スマッシュさせて♪
2006年4月12日から9月27日にかけて公式WEBサイト内インターネットラジオとして放送。パーソナリティは中村聡、布施雅英、南條愛乃。
ディメンション・ゼロラジオ　DimensionNAO
2006年10月5日から3月29日にかけてラジオ関西にて放送（アニスタTVでも週遅れ放送）。パーソナリティは中村聡、長澤奈央。

### テレビ番組
ディメンション・ゼロテレビ　Ｄ－０グランプリへの道
2006年1月8日から3月19日にかけてBS-iにて放送。解説は中村聡　アシスタントが平野綾。

### 漫画
ディメンション・ゼロ ～歴史を刻む者たち～
2006年4月21日よりショップで配布された月刊ディメンション・ゼロにて連載。月刊ディメンション・ゼロは月刊ドラゴンマガジンでも2006年10月号から2008年4月号にかけて綴じ込み冊子としても付属。作画はムラナコ。

### 小説
ディメンション・ゼロ  ゼロの末裔
2007年1月号から6月号にかけて月刊ドラゴンマガジンにて連載。小説は中村聡、イラストは安田朗。